# デントライン・アム・フォルスト
デントライン・アム・フォルスト (ドイツ語: Dentlein am Forst、公式な表記は Dentlein a.Forst) は、ドイツ連邦共和国バイエルン州ミッテルフランケンのアンスバッハ郡に属す市場町で、デントライン・アム・フォルスト行政共同体の本部所在地。

## 地理

### 位置
この町は、フォイヒトヴァンゲンの西約8kmの大変に森の豊かな地域に位置している。町域からは、ヴェルニッツ川やアルトミュール川を経てドナウ川に注ぐ多くの小川が湧出している。

### 自治体の構成
この町は、公式には12の地区 (Ort) からなる。このうち小集落や孤立農場などを除く集落を以下に列記する。
- デントライン・アム・フォルスト
- エルルミューレ
- フェッチェンドルフ
- グロースオーレンブロン
- カイアーベルク
- シュヴァイヒハウゼン

## 歴史
デントライン・アム・フォルストは、1397年5月8日に、"Tennlin" という名前で、初めて文献上で言及されている。1469年1月14日からはデントライン教区が文献上に登場する。17世紀中頃に、オーバーエステライヒ地方を逐われたプロテスタント系住民が移譲したことで、この地域の人口は増加した。その後、この地域は、三十年戦争により手ひどく破壊され、ほとんど絶滅寸前の状態となった。
名前の "Dentlein" は、"Tännlein"（「小さなモミの木」）に由来するという説がある。これに対して、より可能性が高いのは、"Tanne"（現代ドイツ語では「モミの木」だが、古語では「森」を意味する）と "Leite"（斜面）との組み合わせに由来し、デントライン・アム・フォルストは、その地理的状況そのままに、「森の斜面」を意味するという説である。

## 行政

### 議会
デントライン・アム・フォルストの議会は、首長を除いて14議席からなる。

### 紋章
金地で、この中央部を割くように基部からの三角図形の中に銀と黒の市松模様の四分割。両側に緑の針葉樹。

## 見所
- デントライン・アム・フォルストの聖ウルスラ教会
- シュヴァイクハウゼンのツィルケル礼拝堂（キリアクス礼拝堂）
- デントライン・アム・フォルストの戦争記念碑
- デントライン青年会のデントライン集会所

## 引用
1. ↑  https://www.statistikdaten.bayern.de/genesis/online?operation=result&code=12411-003r&leerzeilen=false&language=de Genesis-Online-Datenbank des Bayerischen Landesamtes für Statistik Tabelle 12411-003r Fortschreibung des Bevölkerungsstandes: Gemeinden, Stichtag (Einwohnerzahlen auf Grundlage des Zensus 2011)
2. ↑  Bayerische Landesbibliothek Online